# Tisíciletá lípa (Kotel)
Tisíciletá lípa v osadě Kotel je nejmohutnějším památným stromem Libereckého kraje. Lípa přežila mnohé katastrofy, je úzce spjata s děním v obci a dvakrát se dostala do finále ankety Strom roku, přičemž nominaci roku 2009 proměnila v první místo.

## Základní údaje
- název: Tisíciletá lípa, Kotelská lípa
- výška: 20 m (1910)[3], 35 m (1912)[2], 25 m[4]
- obvod: 850 cm (1910)[3], 850 cm (1912)[5], 1122 cm (1912, v neudané výšce)[2], 900 cm (1993)[6], 926 cm (1995)[6], 939 cm (2001)[7], 970 cm[8]
- obvod u paty kmene: téměř 12 m[9]
- věk: 1000 let (1910)[3], 1000 let (1912)[5], 1100 let (1912)[2], 350–450 let[4], >800 let[9], 870 let (2001)[7], 950 let[8][10], 1000 let (2009, AOPK ČR)
- finalista soutěže Strom roku 2002 (7. místo)
- finalista soutěže Strom roku 2009 (1. místo)
- souřadnice: 50°41'7.60"N, 14°56'52.76"E

Lípa roste u polní cesty na severovýchodním kraji vesnice. Na místo vede modrá turistická značka (trasa Světlá pod Ještědem – Hlavice) a žlutá turistická značka (trasa Osečná – Český Dub). Nedaleko stojí druhá památná lípa (mladší).

## Stav stromu a údržba
Kmen Tisícileté lípy se dělí na tři duté terminály. Středem dutiny prochází velmi silný adventivní kořen, který postupně přebírá funkci kmene původního. Dutina je otevřená, v horní části zastřešená.
Jisté nesrovnalosti se týkají odhadů věku stromu. Údaje se pohybují od 350 do 1100 let. Odborné publikace uvádějí věk kolem 900 let.

## Historie a pověsti
Lípa přežila zničení obce při husitské výpravě roku 1444 i napadení náchodskými a čáslavskými sedláky roku 1680. Pamatuje vysídlování Němců po druhé světové válce. V současné době je Kotelská lípa považovaná za symbol odporu místních obyvatel proti těžbě uranu v Podještědí.
Vypráví se, že se do dutiny lípy vešlo 30 dětí. Při školním výletě je přepadl liják a kmen lípy využily jako přístřešek. Dospělých se do dutiny vměstná 20. Dutin v kořenových nábězích používali kotelští v dřívějších dobách jako chlévů, v okolí stromu se nacházely pozůstatky jakési tvrze.

## Další zajímavosti
Lípa se dvakrát probojovala do finále ankety Strom roku. V roce 2009 získala 1. místo. V rámci České republiky se mezi žijícími památnými lipami svojí mohutností řadí na 5. místo (za Tatrovickou, Lukasovou, Sudslavickou a Vejdovou).

## Mladší Kotelská lípa

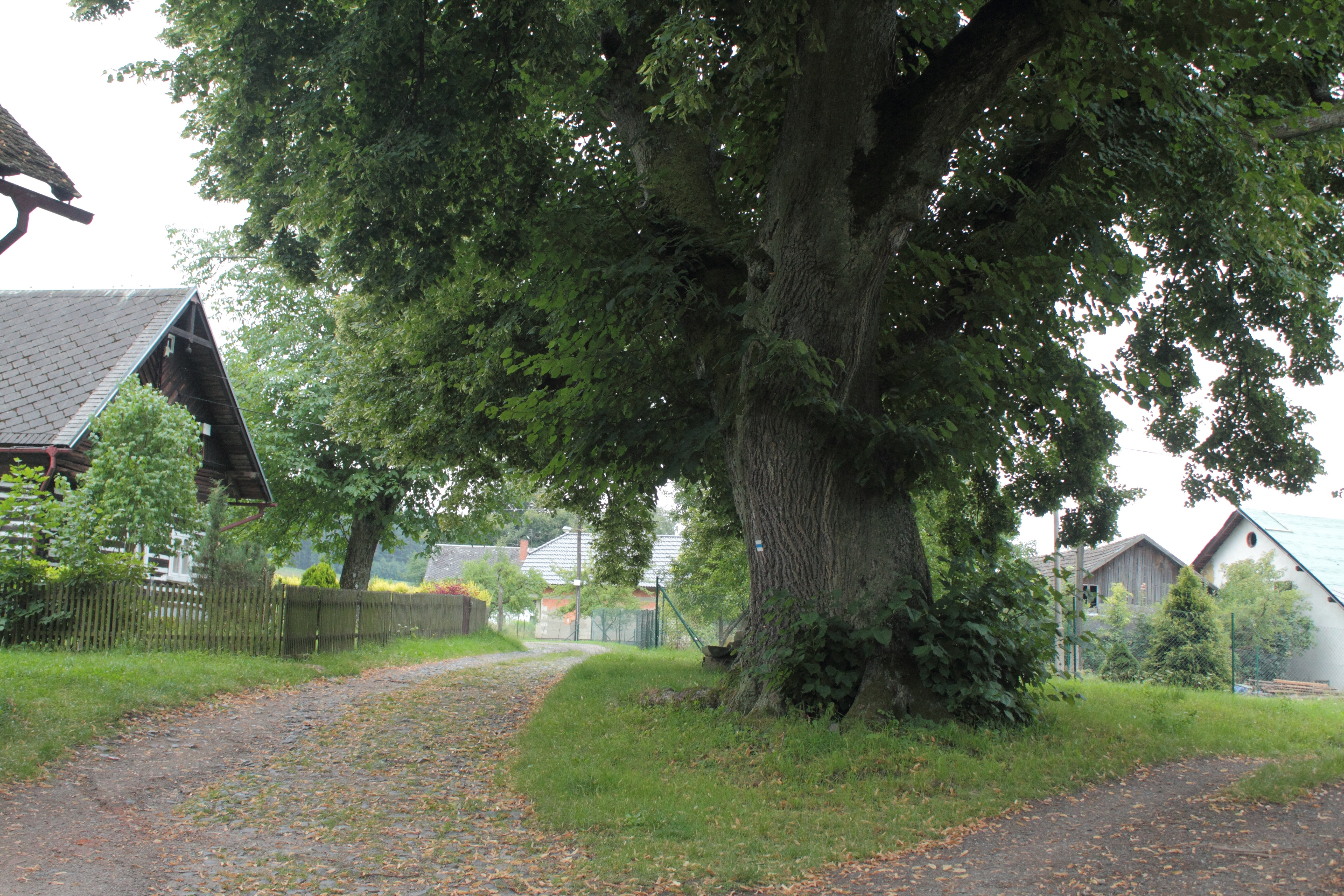
Mladší Kotelská lípa

Jen několik metrů od Tisícileté lípy roste druhá památná lípa velkolistá, která je ale mladší. Její stáří je odhadováno v rozmezí 300–500 let. Obvod kmene činí 500–600 cm a výška stromu 23 m. Společně s Tisíciletou lípou kandidovala jako skupina stromů v anketě Strom roku 2002. Obě lípy jsou tzv. rodové (vysazené při založení statku nebo narození dítěte).

## Památné a významné stromy v okolí
- Lípy v Horním Vlachové (u Zábrdí, 2 ks)
- Šest lip v Osečné